# Tempelj Nyatapola
Tempelj Nyatapola je tempelj pokrit s petimi strehami (Nyata ङाता = 5 nadstropij – तल्ला, Pola = streha छाना). Nepalski kralj Bhupatindra Malla ga je zgradil v obdobju 7 mesecev od konca 1702 do 1703. To je tempelj Siddhi Lakshmi, tantrične Lakšmi, boginja sreče, bogastva in lepote. 

## Gradnja
Bhaktapur je eno od treh mest v Katmandujski dolini v Nepalu, nedaleč od glavnega mesta Katmanduja. Ime Bhaktapur pomeni 'mesto privržencev'. Danes je to staro, srednjeveško mesto iz 15. stoletja del Unescove svetovne dediščine, ki ima na seznamu stavbe, ki so kulturne in naravne vrednote na splošno.

### Kako je bil narejen
Zgrajen je bil v samo 17 mesecih od začetka. Iz knjige knjig kralja Bhupatindra Malla je zapisano, da je bila zgradba zgrajena v samo 7 mesecih s pomočjo drugih sosednjih skupnosti, kot so Challing, Jitpur, Bagshowari, Shakhu, Jhaukhel, Changu, Gokarna in Paunati. Njegovo kraljestvo je imelo rivale v zahodnih sosedih Kritipur in Kantipur, zato je, da bi pokazal svojo moč, zgradil impresivno stavbo. Zgrajena je bila v času, ko se je gradil Tadž Mahal. Navedeno je tudi, da je zgradil 7 opekarn za izdelavo opeke in da so bile vse surovine vnaprej pripravljene. Največji izziv je bilo prinesti ogromen kamen iz Challinga, ki je skoraj 9 km oddaljen od templja. Končno je pozval na praznik, da se pokažejo vsi državljani in sosedje kralji. Na tem prazniku je bilo okoli 23.000 ljudi, štirikrat več kot takratna populacija Bhaktapurja. Napisano je v knjigi, ki jo je odkril dr. Madan Lal Vaidya.
V sedanjem kontekstu urnika dela, načrtovanja in programiranja je zelo težko verjeti, da je bil tempelj postavljen v tako kratkem času. Toda to je bilo dejstvo. Incidenti se beležijo vsak dan.
Če pogledamo koledar gradnje, nam to ponudi zanimivo sliko duha ljudi in hitrost dela, opravljenega v tako kratkem času. Hitrost dela, opravljenega v veroizpovedi, ne more nikoli doseči v sodobni družbi, ki jo vodijo materialistični premisleki.

### Tempelj Nyatapola
Ta čudovito oblikovana stavba velja za eno najvišjih pagod v državi in je lep primer izjemne obrtniške izdelave, uporabljene za tovrstne zgradbe. Do tega templja s petimi nadstropji s petstopenjsko streho, ki stoji nekaj več kot trideset metrov visoko, se pride po stopnicah, ki vodijo na vrh ploščadi. Medtem ko se sprehaja po teh terasah, je moč opaziti, da so na obeh straneh stopnišča kipi na vsaki stopnji podstavka.

### Religiozne figure in bogovi
Tempelj Nyatapola je bil zgrajen in posvečen boginji Sidi Lakšmi, ki je Nepalcem zagotovil prostor, da jo častijo. Podobno kot pri mnogih drugih templjih se duhovniki strogo držijo podobe boginje, ki je v templju. Tempelj Nyatapola je prevladujoč na trgu Taumadhi. Tempelj stoji na petih stopnjah s štirimi svetimi Ganeša na vsakem vogalu. 

### Legenda
Legenda pripoveduje o dneh, ko je jezen bog Bhairava povzročal opustošenje v družbi (leto 1078). Tempelj Bhairave je stal na trgu Taumadhi. Da bi preprečil njegovo uničujoče vedenje, se je kralj odločil posvetiti boginjo Parvati, potem pa je Parvati prevzela obliko Sidi Lakšmi in nato v roki nosila Bhairavo in zgradil močnejši tempelj v čast Sidi Lakšmi (Parvati) pred templjem Bhairave. Da bi tempelj iz opeke in lesa postal močan, je kralj Bhupatendra Malla odredil, da so stražarji postavljeni v parih na vsaki stopnji baze, ki vodi do templja Nyatapola. Na prvi stopnji je par podoben bhaktapurskemu najmočnejšemu človeku, Jaya mal Pata, slavnemu rokoborcu. Sledita dva slona, nato dva leva, dva grifona in na koncu "Baghini" in "Singhini", boginji tigrov in levov. Po zatrtju Bhairava je v mestu prevladal mir. Tempelj je najvišji tempelj v Katmandujski dolini in je visok 30 m. Bil je tako dobro zasnovana, da je zdržal potres leta 1934.
Podoba Siddhi Lakshmi je zaklenjena v templju in samo duhovniki lahko vstopijo, da jo častijo. To je edini tempelj, ki je poimenovan po razsežnosti arhitekture in ne po imenu božanstva, ki prebiva v njem. 

### Potres 2015
Tempelj je preživel potres leta 2015 kljub temu, da je imel najvišjo šikaro v dolini. Preživel je tudi potres v Nepalu – Biharju leta 1934, ki je poškodoval mnoge druge templje.  

### Zgodovinski viri in zapisi
Zanimive podrobnosti so našli med rokopisu Siddhagni Kotyahuti Devala Pratistha . Od začetka kopanja temeljev do dokončanja strešne kritine je trajalo le oseminosemdeset dni. Izkopna dela za temelje so trajala sedem dni. Nato se je začela gradnja šestih podstavkov. To je bilo doseženo v enaindvajsetih dneh in takoj po tem se je pričela postavitev nadgradnje. Ta je bila zaključena v štiriindvajsetih dneh, po katerem so se začela strešna dela od vrha do najnižje strehe. V šestnajstih dneh je bilo zaključenih vseh pet streh, ki so jih tlakovali z mini-ploščicami (Jhingati). Nato so morali počakati na ugoden dan za postavitev ikon v sanctum sanctorum in utrditi fialo na vrhu templja. Za to so čakali 38 dni. Medtem so nadaljevali z ugodno žrtvijo ognja (Siddhagni Kotyahuti Yajna).
Tukaj je predstavljenih šest strani (trije listi) faksimilnih kopij rokopisa, ki so zabeležile pomembne dogodke od začetka do konca, kot povzetek zapisov vnaprej, vključenih v rokopis s 264 listi. V povzetku faksimila na šestih straneh je petdeset glavnih zapisov.
Rokopis je shranjen v Nacionalnem arhivu Nepala. Bralcem je na voljo tudi v mikrofilmu, ki ga lahko preberejo v pisarni ali pa jih kupijo v fotokopiji za plačilo določenih rupij na stran.
Ime rokopisa je zapisano kot Siddhagni Kotyahuti Devala Pratistha. Pristopna številka rokopisa je ca. I. 1115 NGMPP mikro številka A 249/5. Rokopis je napisan v pisavi nevar na rumenem nepalskem papirju, prevlečenim s haritalom (avripigment). Velikost je 17,2 x 46,5 cm. Vsaka stran ima devet vrstic. Rokopis ima 264 listov, preostanek pa manjka, misli dr. Janak Lal Vaidya. Nekateri listi so obarvani s črnilom, nekatere so poškodovale podgane. Vsi ostali listi so v dobrem stanju. Kaligrafija je veličastna.
Od teh šestih faksimilnih strani je dr. Janak Lal Vaidya objavil tri liste (1, 2 in 4) brez transliteracije in prevoda v Abhilekh No.8, ki ga je izdal Državni arhiv Nepala. Potrebno pa je vsaj podati popolno sliko podrobnih zapisov na teh šestih pomembnih straneh.
Še vedno obstajajo zanimive informacije v naslednjih listih rokopisa, ki jih je objavil dr. Janak Lal Vaidya v svojih člankih, objavljenih v Abhilekh, št. 8 in št. 14, in Kheluita št. 11 v angleščini, nepalskem in nevarju.

## Galerija
- Festival
- Lesena konstrukcija
- Templja Nyatpola in Bhairav
- Tempelj Bhairav iz Nyatpola
- Trg Taumadhi
- Lesena kolesa za razstavljeno festivalsko kočijo za Bisket Jatra
- Bhojanalaya s pogledom na templje
- Tempelj Nyatapola